# Przemysław Krompiec
Przemysław Kazimierz Gabriel Krompiec (sinh ngày 3 tháng 3 năm 1985) là nam người mẫu Ba Lan, biểu diễn vũ công tại Hàn Quốc. Anh ấy là một sinh viên tốt nghiệp của Đại học Chung-Ang.

## Đời tư

### Giáo dục và làm việc tại Hàn Quốc
Năm 2004, Przemysław Krompiec theo học tại Đại học Công nghệ Opole, tốt nghiệp năm 2008. Anh học tiếng Hàn tại Trung tâm Giáo dục Ngôn ngữ Hàn Quốc thuộc Đại học Quốc gia Seoul. Năm 2009, anh bắt đầu theo học bằng thạc sĩ về Thiết kế tại Đại học Ulsan. Sau khi tốt nghiệp, anh theo học tại Đại học Chung-Ang. Anh được nhận vào Chương trình NIE của Chính phủ Ba Lan năm 2008 và chuyển đến Hàn Quốc để học tập.

### Sự nghiệp
Mùa hè năm 2015, Przemysław Krompiec lần đầu tiên xuất hiện trên chương trình truyền hình Non-Summit với tư cách là đại diện của Ba Lan. Ngày 5 tháng 8 năm 2015, Bảo tàng Quốc gia Hàn Quốc đã bổ nhiệm anh làm đại sứ thiện chí cho triển lãm nghệ thuật Ba Lan.

## Đóng phim

### Phim truyền hình
| Năm  | Tiêu đề    | Mạng phát sóng | Vai diễn |
| ---- | ---------- | -------------- | -------- |
| 2015 | Non-Summit | JTBC           | Bản thân |